# Hospital de Santiago (Vitoria)
El Hospital Santiago es un hospital de la red del Servicio Vasco de Salud, ubicado en el centro de la ciudad de Vitoria, en el distrito del mismo nombre, que forma parte del Hospital Universitario de Álava, junto con el Hospital del Txagorritxu. El hospital forma parte de la Organización Integrada de Salud de Álava, y además de los habitantes de Álava, es un centro de referencia para otras zonas como el Alto Deva (Guipúzcoa) o los municipios de Castilla y León de: Miranda de Ebro (Burgos), Condado de Treviño (Burgos) y La Puebla de Arganzón (Burgos). 
Fue inaugurado como hospital el 27 de septiembre de 1820 y hoy en día tiene 315 camas.

## Población asistida
El hospital atiende a todo el territorio de Álava, a excepción de la región de la Cuadrilla de Ayala, y para algunas especialidades, también es un centro de referencia para la comarca del Alto Deva (Guipúzcoa), así como para lo municipios de Castilla y León de: Miranda de Ebro (Burgos), Condado de Treviño (Burgos) y 
La Puebla de Arganzón (Burgos) proporcionando asistencia aproximadamente a 300 000 residentes.

## Historia
El hospital de Santiago es el hospital más antiguo del País Vasco y de España, construido por primera vez en 1418. 
En su ubicación actual, comenzó a construirse el 12 de abril de 1804 y se completó en 1807, funcionando hasta 1820 como cuartel general de las tropas francesas y más tarde como refugio de soldados británicos y portugueses.
Fue inaugurado como hospital el 27 de septiembre de 1820. 
El edificio se amplió en la década de 1980 para incluir un servicio ambulatorio, aunque actualmente se está realizando la atención ambulatoria externa en el edificio adyacente al Hospital de Txagorritxu. 
En 2012, el Hospital de Txagorritxu y el nuevo edificio para pacientes externos construido junto a este hospital se fusionaron, creando el Hospital Universitario de Álava.